# 325 (tal)
325 är det naturliga talet som följer 324 och som följs av 326.

## Inom vetenskapen
- 325 Heidelberga, en asteroid.

## Inom matematiken
- 325 är ett udda tal
- 325 är ett sammansatt tal
- 325 är ett defekt tal
- 325 är ett hyperperfekt tal
- 325 är ett triangeltal
- 325 är ett hexagontal
- 325 är ett nonagontal
- 325 är ett centrerat nonagontal
- 325 är ett palindromtal i det kvarternära talsystemet.